# Léo Duff
 (mai 2025).
Léo Duff, né le 3 juillet 1997, est un vidéaste web français.
Il se fait connaître sur YouTube avec des vidéos traitant de la technologie. En 2024, il compte plus de 300 vidéos sur sa chaîne YouTube, 688 000 abonnés et un total de plus de 50 millions de vues sur ses vidéos.

## Biographie

### Enfance et formation
Il commence à 13 ans avec des vidéos de jeu-vidéo, puis s'oriente vers la tech, avec principalement des vidéos sur la marque Apple dont il est fan. Après ses débuts sur Dailymotion, il arrive sur YouTube,.

### Carrière sur internet
Il cherche à lever les obstacles qui pourraient freiner l'envie des gens d'explorer le monde numérique. Convaincu que la technologie peut enrichir notre quotidien, stimuler la créativité et simplifier les interactions, Léo reconnaît aussi ses dérives potentielles, qu'il examine avec soin. Il partage ainsi ses réflexions sur l'innovation afin d'informer le grand public de l'évolution qui nous traverse.
Il intervient dans les médias à propos des nouvelles technologies,.